# Michaelisschule (Lüneburg)

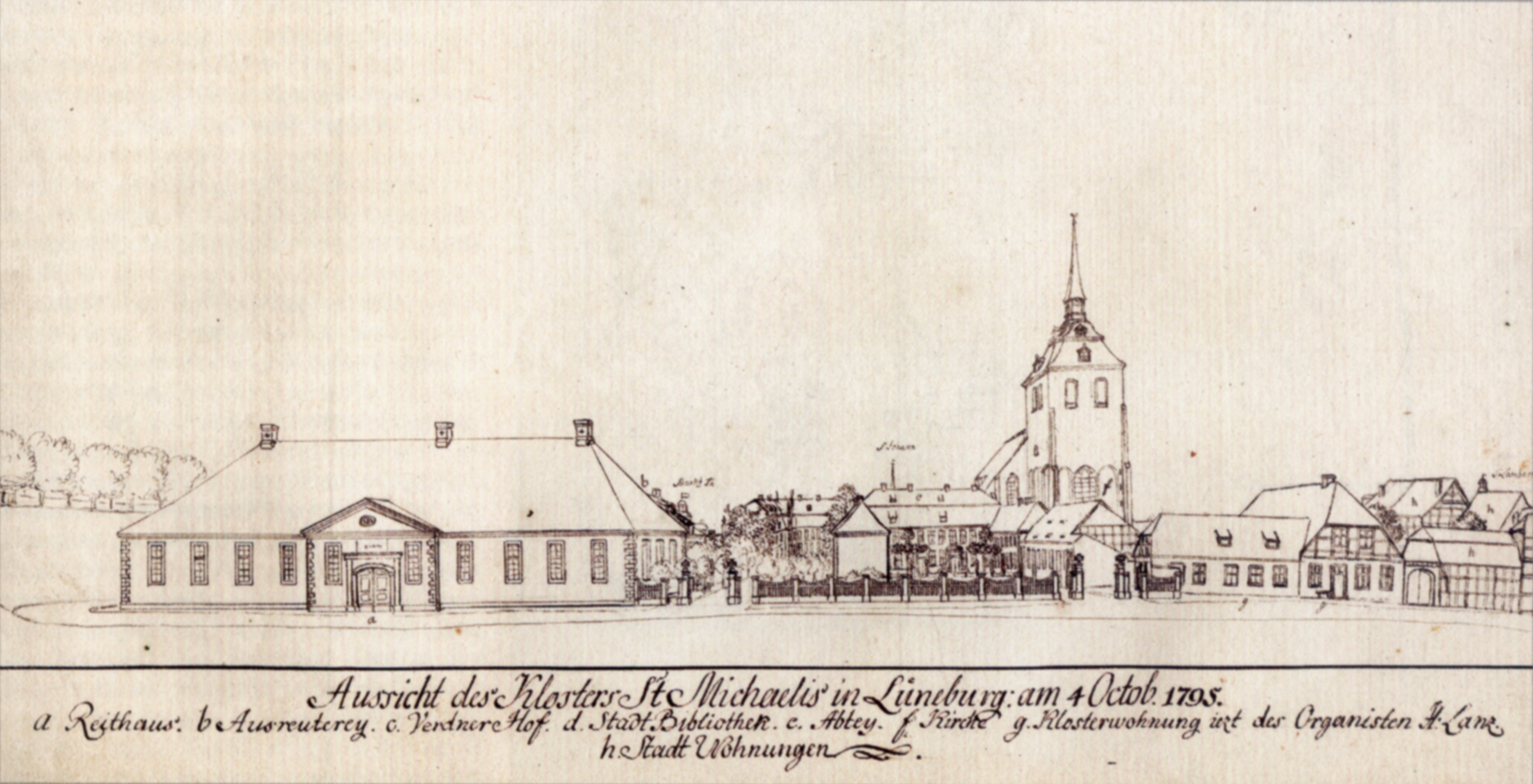
Michaeliskloster mit den Schulgebäuden, 1795

Die Michaelisschule war die seit dem 14. Jahrhundert bis 1849 bestehende Schule zunächst des Michaelisklosters, dann der Michaeliskirche in Lüneburg. Sie war die älteste Schule Lüneburgs.

## Geschichte
Die Kirche und das Kloster von Sankt Michaelis waren eine sächsische Gründung des 10. Jahrhunderts. Nach dem Wechsel zum Protestantismus blieb die Lateinschule bestehen. 1655 wurde das Kloster in die Ritterakademie umgewandelt, neben der die (bürgerliche) Michaelisschule als Partikularschule weiterbestand. 1660 folgte die weitere Gründung eines Akademischen Gymnasiums.
Bekannt waren die Michaelisschule und die Michaeliskirche für ihre Musikpflege. Insbesondere verfügte die Schule als Frucht des Sammelns über Jahrzehnte über eine der umfangreichsten Chormusikbibliotheken des 17. und 18. Jahrhunderts.
Gegen Ende des 18. Jahrhunderts verfiel der Chorgesang. Er wurde 1796 eingestellt. Die Michaelisschule wurde 1849 durch Regierungsbeschluss geschlossen. Die Bestände der Musikbibliothek verstreuten sich.

## Bekannte Schüler

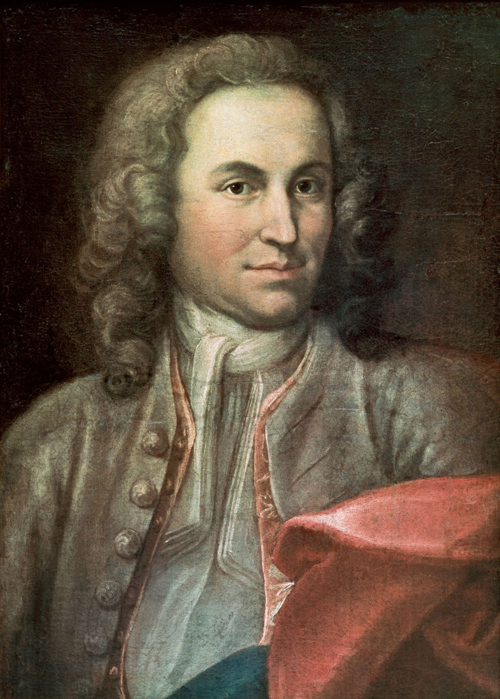
Der junge Johann Sebastian Bach

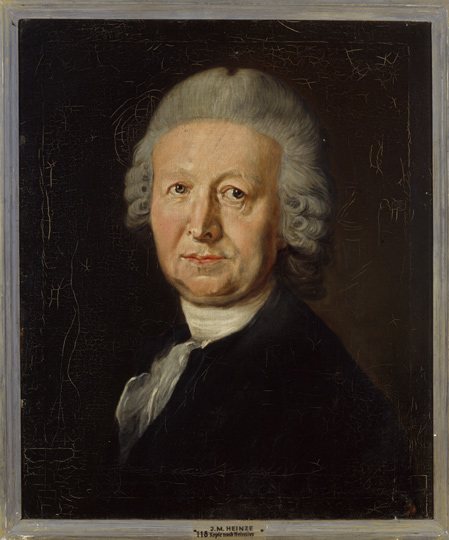
Johann Michael Heinze, Gemälde nach Johann Ernst Heinsius, 1790, Gleimhaus Halberstadt

- Christian Hoburg (1607–1675), Kontroverstheologe und Spiritualist
- Joachim Christoph Nemeitz (1679–1753), Hofmeister und Schriftsteller
- Johann Sebastian Bach (1685–1750), Komponist
- Johann Daniel Overbeck (1715–1802), Rektor des Katharineums zu Lübeck
- Johann Abraham Peter Schulz (1747–1800), Komponist
- Ernest Charles Jones (1819–1869), Schriftsteller, Dichter, Anwalt und Chartist

## Bekannte Lehrer
- Johannes Buno (1617–1697), Pädagoge und Theologe, Rektor, Professor der Geschichte, Geographie und Theologie
- Johann Michael Heinze (1717–1790), Philologe, Rektor 1749–1753
- Johann Nicolaus Niclas (1733–1808), vorletzter Rektor, Philologe, bedeutender Büchersammler
- Johann Georg Conrad Oberdieck (1794–1880), Pomologe